# Conus alatus
Conus alatus é uma espécie de gastrópode do gênero Conus, pertencente à família Conidae.